# (5241) Beeson
(5241) Beeson est un astéroïde de la ceinture principale.

## Description
(5241) Beeson est un astéroïde de la ceinture principale. Il fut découvert le 23 décembre 1990 à Kushiro par Seiji Ueda et Hiroshi Kaneda. Il présente une orbite caractérisée par un demi-grand axe de 3,12 UA, une excentricité de 0,18 et une inclinaison de 3,7° par rapport à l'écliptique.

## Compléments